# NGC 4947
NGC 4947 é uma galáxia espiral barrada (SBb) localizada na direcção da constelação de Centaurus. Possui uma declinação de -35° 20' 13" e uma ascensão recta de 13 horas, 05 minutos e 20,2 segundos.
A galáxia NGC 4947 foi descoberta em 1 de Maio de 1834 por John Herschel.